# Таваняко
Таваня̀ко (на италиански: Tavagnacco; на фриулски: Tavagnà, Таваня) е община в Северна Италия, провинция Удине, автономен регион Фриули-Венеция Джулия. Разположена е на 137 m надморска височина. Населението на общината е 14 412 души (към 2012 г.).
Административен център на общината е град Фелето Умберто (Feletto Umberto).